# تپه کلوایچی
تپه کلوایچی مربوط به سده‌های میانه دوران‌های تاریخی پس از اسلام است و در استان زنجان، شهرستان ماهنشان، بخش انگوران، دهستان انگوران، ۲/۵ کیلومتری شرق روستای قره ناز (قره ناس) واقع شده است.
این اثر در تاریخ ۲۷ بهمن ۱۳۸۷ با شمارهٔ ثبت ۲۴۶۱۳ به‌عنوان یکی از آثار ملی ایران به ثبت رسیده است.